# Supercoppa italiana (pallamano femminile)
La Supercoppa Italiana di pallamano femminile è una competizione a cadenza annuale, organizzata dalla Federazione Italiana Giuoco Handball, in cui si affrontano in gara unica la squadra Campione d'Italia (vincitrice del campionato di Serie A1 femminile) e la squadra detentrice della Coppa Italia. In caso di contemporanea vittoria di coppa e campionato da parte della stessa squadra, accede alla Supercoppa la seconda classificata in Coppa Italia.

## Albo d'oro
| Edizione | Vincitore          |
| -------- | ------------------ |
| 2006     | Sassari            |
| 2007     | Vigasio            |
| 2008     | Bancole            |
| 2009     | Sassari            |
| 2010     | Sassari            |
| 2011     | PDO Salerno        |
| 2012     | PDO Salerno        |
| 2013     | non disputata      |
| 2014     | Amatori Conversano |
| 2015     | Amatori Conversano |
| 2016     | Amatori Conversano |
| 2017     | PDO Salerno        |
| 2018     | PDO Salerno        |
| 2019     | Brixen Südtirol    |
| 2020     | PDO Salerno        |
| 2021     | PDO Salerno        |
| 2022     | PDO Salerno        |
| 2023     | Erice              |
| 2024     | Erice              |

## Statistiche

### Vittorie per club
| Numero | Club               | Anni                                     |
| ------ | ------------------ | ---------------------------------------- |
| 7      | PDO Salerno        | 2011, 2012, 2017, 2018, 2020, 2021, 2022 |
| 3      | Sassari            | 2006, 2009, 2010                         |
| 3      | Amatori Conversano | 2014, 2015, 2016                         |
| 2      | Erice              | 2023, 2024                               |
| 1      | Brixen Südtirol    | 2019                                     |
| 1      | Bancole            | 2008                                     |
| 1      | Vigasio            | 2007                                     |